# Lispe albicorpus
Lispe albicorpus är en tvåvingeart som beskrevs av Shinonaga och Tadao Kano 1989. Lispe albicorpus ingår i släktet Lispe och familjen husflugor.
Artens utbredningsområde är Filippinerna. Inga underarter finns listade i Catalogue of Life.